# Stat
De stat is een verouderde eenheid van radioactiviteit. Deze eenheid werd gebruikt om de radonconcentratie in een gas voor te stellen.
1 stat komt overeen met:
- 1000 ME
- 3,64×10−7 Ci
- 1,345×104 Bq